# Departamento Chalileo
Chalileo es un departamento ubicado en la provincia de La Pampa en Argentina.

## Gobiernos locales
Su territorio se divide entre:
- Municipio de Santa Isabel
- Zona rural del municipio de Victorica (el resto se extiende en el departamento Loventué)
- Zona rural del municipio de Telén (el resto se extiende en el departamento Loventué)

## Superficie y límites
El departamento tiene una extensión de 8917 km² y limita al norte con las provincias de San Luis y Mendoza, al este con el departamento Loventué, al sur con el departamento Limay Mahuida y al oeste con el departamento Chical Co.

## Demografía
El departamento contó con 2885 habitantes (Indec, 2022), lo que representó disminución del -3.4% frente a los 1502 habitantes (Indec, 2010) del censo anterior.  Esta cifra fue la segunda mayor caída intercensal de la provincia.